# 许知微
许知微，宋朝政治人物。
许知微曾于1128年接替陈球任华亭县知县一职，1131年由吕应问接任。